# Hemaris thetis
The Rocky Mountain clearwing hoặc Hemaris thetis (tên tiếng Anh: California Clearwing) là một loài bướm đêm thuộc họ Sphingidae. Loài này có ở Colorado, New Mexico, Montana, Idaho, Wyoming và Utah phía tây tới California và phía bắc tới British Columbia.
Sải cánh khoảng 35–50 mm. Có thể có một lứa một năm Cá thể trưởng thành mọc cánh từ tháng 5 tới tháng 8. Chúng ăn nhiều loài hoa, bao gồm Arctostaphylos uva-ursi và Lupinus.
Ấu trùng ăn các loài Symphoricarpos.